# Шиффер, Адольф
Адольф Шиффер (нем. Adolf Schiffer; 14 августа 1873, Апатин, ныне Сербия — 13 мая 1950, Будапешт) — венгерский виолончелист и музыкальный педагог.

## Биография
Виолончелист-самоучка из еврейской семьи, Шиффер работал счетоводом прежде чем поступить в Будапештскую консерваторию к выдающемуся педагогу Давиду Попперу. В 1900 году ассистентом Поппера, а после смерти последнего в 1913 году сменил его, занимая кафедру виолончели вплоть до 1939 года.
Учениками Шиффера были несколько поколений венгерских музыкантов, в том числе Андраш Михай, Янош Штаркер, Габор Рейтё, Имре Хартман, Тибор де Макула, Вера Денеш, Матьяш Шейбер. Автор книги «Методика виолончели» (венг. A gordonkajáték metodikája), переизданной в 2001 году с предисловием Штаркера. В своих мемуарах Штаркер охарактеризовал Шиффера как выдающегося педагога, чьей сильнейшей стороной была способность развивать природные склонности учеников, отвращая их от любой искусственности и театральности.